# 乌韦·泽勒
乌韦·泽勒（德語：Uwe Seeler，1936年5月11日—2022年7月21日），出生于德国汉堡， 德国足壇傳奇，一代神鋒。曾长年效力于汉堡体育俱乐部，入球率幾乎達場均一球，頭球功力天下無雙，有「金頭」之譽。并代表德国国家足球队参加过72场比赛。
澤勒晚年與妻子居於德國諾德施泰特。 2022年7月21日，澤勒於諾德施泰特逝世，享壽85歲。

## 荣誉

### 俱乐部荣誉
汉堡
- 德国足球冠军：1960年
- 德国足協盃：1963年

### 国家队荣誉
西德
- 国际足協世界盃亞军：1966年
- 国际足協世界盃季军：1970年

### 个人荣誉
- 德国足球先生（3次）：1960年，1964年，1970年
- 德甲神射手：1964年
- 2004年获国际足協列入在世的最伟大的125名足球员名单
- 2006年名列德国体育名人堂